# TLC: Tables, Ladders & Chairs (2015)
WWE TLC: Tables, Ladders & Chairs (2015) — седьмое в истории шоу TLC, PPV-шоу, производства американского рестлинг-промоушна WWE. Шоу прошло 13 декабря 2015 года на арене «ТД-гарден» в Бостоне, Массачусетс, США.

## Результаты
| Kickoff                          | Саша Бенкс (с Наоми и Таминой) победила Бекки Линч                                                                                               | Одиночный матч                                                                 | 11:30 |
| 1                                | Новый День (Кофи Кингстон и Биг И) (с Ксавье Вудсом) (c) победили Луча Драконов (Калисто и Син Кара) и Братьев Усо (Джимми и Джей Усо)           | Командный Матч «Тройная Угроза» с лестницами за титулы Командных чемпионов WWE | 17:45 |
| 2                                | Русев (с Ланой) победил Райбека по болевому | Одиночный матч                                                                 | 07:58 |
| 3                                | Альберто Дель Рио (c) победил Джека Сваггера | Одиночный матч со стульями за титул Чемпиона Соединенных Штатов WWE            | 11:10 |
| 4                                | Семья Уайатта (Брей Уайатт, Эрик Роуен, Люк Харпер и Браун Строумен) победили Оригиналов ECW (Ди-Вона и Буббу Рея Дадли, Томми Дриммера и Райно) | Матч со столами на выбывание.                                                  | 12:26 |
| 5                                | Дин Эмброус победил Кевина Оуенса (c) | Одиночный матч за титул Интерконтинентального чемпиона WWE                     | 09:52 |
| 6                                | Шарлотта (c) (с Риком Флером) победила Пейдж | Одиночный матч за титул Чемпионки Див WWE                                      | 10:39 |
| 7                                | Шеймус (c) победил Романа Рейнса | Одиночный матч по правилам TLC за титул Чемпиона Мира WWE в Тяжелом Весе       | 23:58 |
| (c) — Чемпион на момент поединка | |                                                                                |       |